# Iconv
유닉스 계열 운영 체제 iconv(internationalization conversion의 준말)는 명령 줄 프로그램이자 표준화된 API로서 다른 문자 인코딩 간 변환에 사용된다. 유니코드 변환을 통해 한 인코딩을 다른 인코딩으로 변환할 수 있다.

## 역사
처음에 HP-UX 운영 체제에 등장한,iconv() 및 유틸리티는 XPG4 안에 표준화되었으며 단일 유닉스 규격(SUS)의 일부이다.

## 사용법
stdin은 ISO-8859-1에서 현재의 로케일로 변환하거나 stdout으로 출력할 수 있다:
```
iconv
 
-f
 
iso-8859-1

```

입력 파일 infile은 ISO-8859-1에서 UTF-8로 변환하거나 출력 파일 outfile로 출력할 수 있다:
```
iconv
 
-f
 
iso-8859-1
 
-t
 
utf-8
 
<infile
 
>outfile

```

## 같이 보기
- uconv
- luit
- 유닉스 명령어 목록